# 90125
90125 är det elfte studioalbumet av den brittiska progressiva rockgruppen Yes utgivet 14 november 1983. Albumet producerades av Trevor Horn som även sjöng på bandets föregående album, Drama. Sångaren Jon Anderson och keyboardisten Tony Kaye var nu tillbaka i bandet men gitarristen Steve Howe var här ersatt av Trevor Rabin.
Singeln Owner of a Lonely Heart blev bandets enda listetta på Billboard Hot 100. Albumet gav Yes ett kommersiellt genombrott och gjorde gruppen mer mainstream och därmed kända för en större publik. Albumet är namngivet efter sitt katalognummer hos Atco Records.

## Låtlista
| Nr           | Titel                   | Kompositör                                            | Längd |
| ------------ | ----------------------- | ----------------------------------------------------- | ----- |
| 1.           | Owner of a Lonely Heart | Jon Anderson, Trevor Horn, Trevor Rabin, Chris Squire | 4:30  |
| 2.           | Hold On                 | Anderson, Rabin, Squire                               | 5:17  |
| 3.           | It Can Happen           | Anderson, Rabin, Squire                               | 5:29  |
| 4.           | Changes                 | Anderson, Rabin, Alan White                           | 6:23  |
| 5.           | Cinema                  | Tony Kaye, Rabin, Squire, White                       | 2:07  |
| 6.           | Leave It                | Horn, Rabin, Squire                                   | 4:13  |
| 7.           | Our Song                | Anderson, Kaye, Rabin, Squire, White                  | 4:17  |
| 8.           | City of Love            | Anderson, Rabin                                       | 4:52  |
| 9.           | Hearts                  | Anderson, Kaye, Rabin, Squire, White                  | 7:40  |
| Total längd: | Total längd:            | Total längd:                                          | 44:34 |

## Listplaceringar och certifikat
| Land           | Organisation | Topplacering | Sålda ex.  | Certifikat   | Ref         |
| -------------- | ------------ | ------------ | ---------- | ------------ | ----------- |
| Tyskland       | BVMI         |              | 500 000+   | Platina      | [ 1 ]       |
| Storbritannien | BPI          | 16           | 100 000+   | Guld         | [ 2 ] [ 3 ] |
| USA            | RIAA         | 5            | 3 000 000+ | Platina (x3) | [ 4 ] [ 5 ] |